# Xian de Xihua
Le xian de Xihua (西华县 ; pinyin : Xīhuá Xiàn) est un district administratif de la province du Henan en Chine. Il est placé sous la juridiction de la ville-préfecture de Zhoukou.

## Démographie
La population du district était de 844 622 habitants en 1999.